# Bric Castea
Il Bric Castea è una montagna delle Alpi Marittime alta 1.800 m s.l.m..

## Geologia
Il Bric Castea da un punto di vista tettonico è considerato, stando agli studi di Anna Alesina e Franca Campanino, una scaglia listrica, e cioè un frammento di massa rocciosa con comportamento meno plastico rispetto alla matrice di rocce circostanti più deformabili. Si tratta in questo caso di rocce calcaree circondate da terreni del flysch. Le rocce che compongono il Bric Castea sono caratterizzate dalla presenza di fossili tra i quali bivalvi del genere Inoceramus, ammoniti piuttosto ben conservate e belemniti, un tipo di cefalopodi del triassico altrove piuttosto rari.

## Descrizione

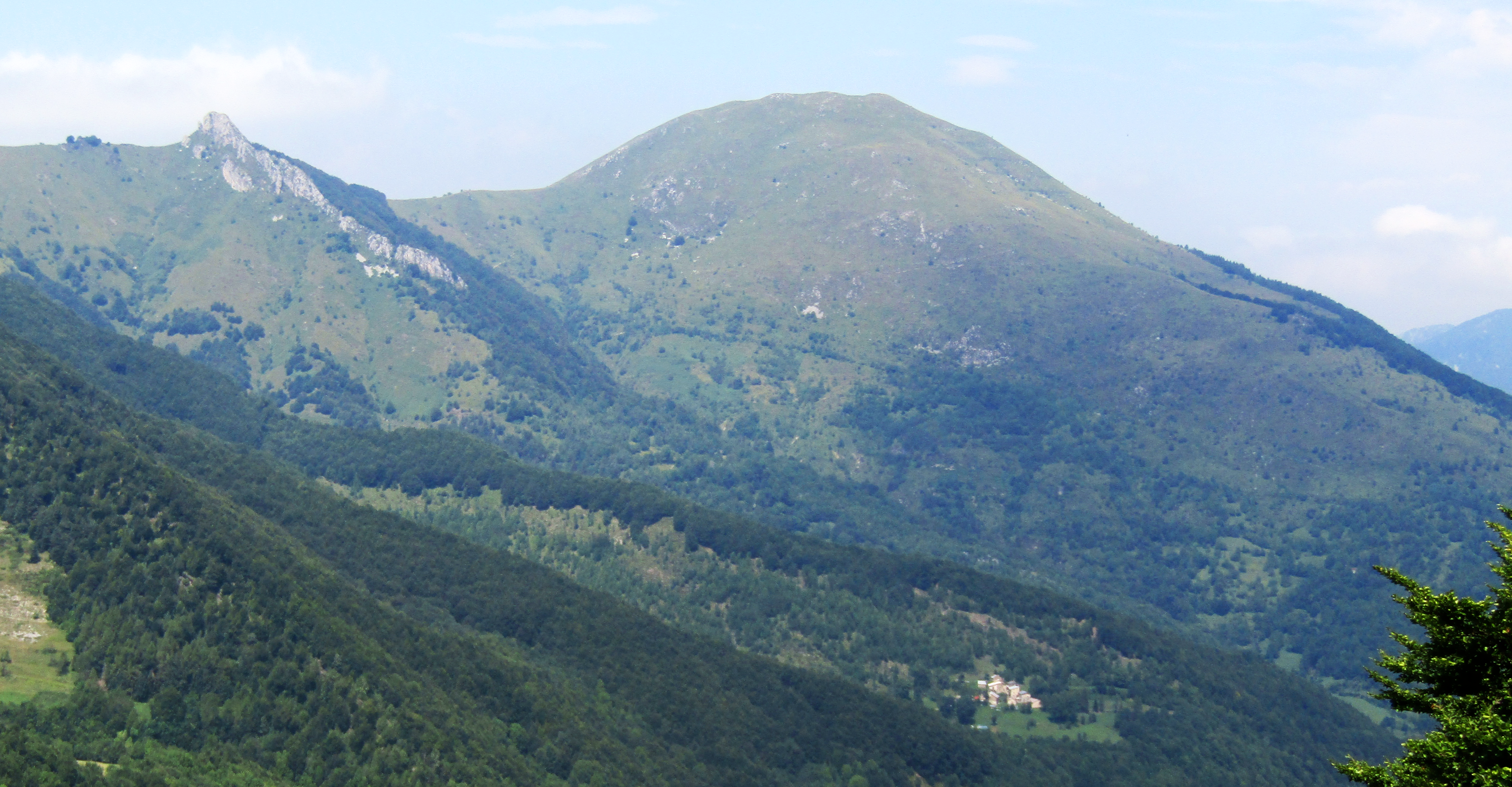
Il Bric Castea e, a destra, la mole arrotondata del Monte Vecchio

La montagna si trova sulla costiera che divide il solco principale della Valle Vermenagna dalla sua principale diramazione, la Valle Grande di Palanfrè. Verso nord-est il crinale perde quota con il Colle Arpiola (1.700 m) prima di risalire verso il Monte Vecchio. A sud-ovest lo spartiacque, dopo un colletto a 1.745 metri di quota, risale invece al Beca Baral (2.130 m). Il Bric Castea visto dal fondovalle è caratteristico per il suo profilo slanciato e la sua natura rocciosa, che contrasta nettamente con la massa arrotondata e prativa del vicino Monte Vecchio. La prominenza topografica della montagna è di 75 metri. Il suo punto culminante è segnato da un ometto in pietrame.

## Storia
Nell'agosto del 1794 la zona tra il Bric Castea e il Monte Vecchio fu occupata da un centinaio di militari dell'esercito francese, che si scontrarono poi con le truppe sabaude nell'ambito delle operazioni belliche legate al controllo della zona di Limone.

## Accesso alla vetta

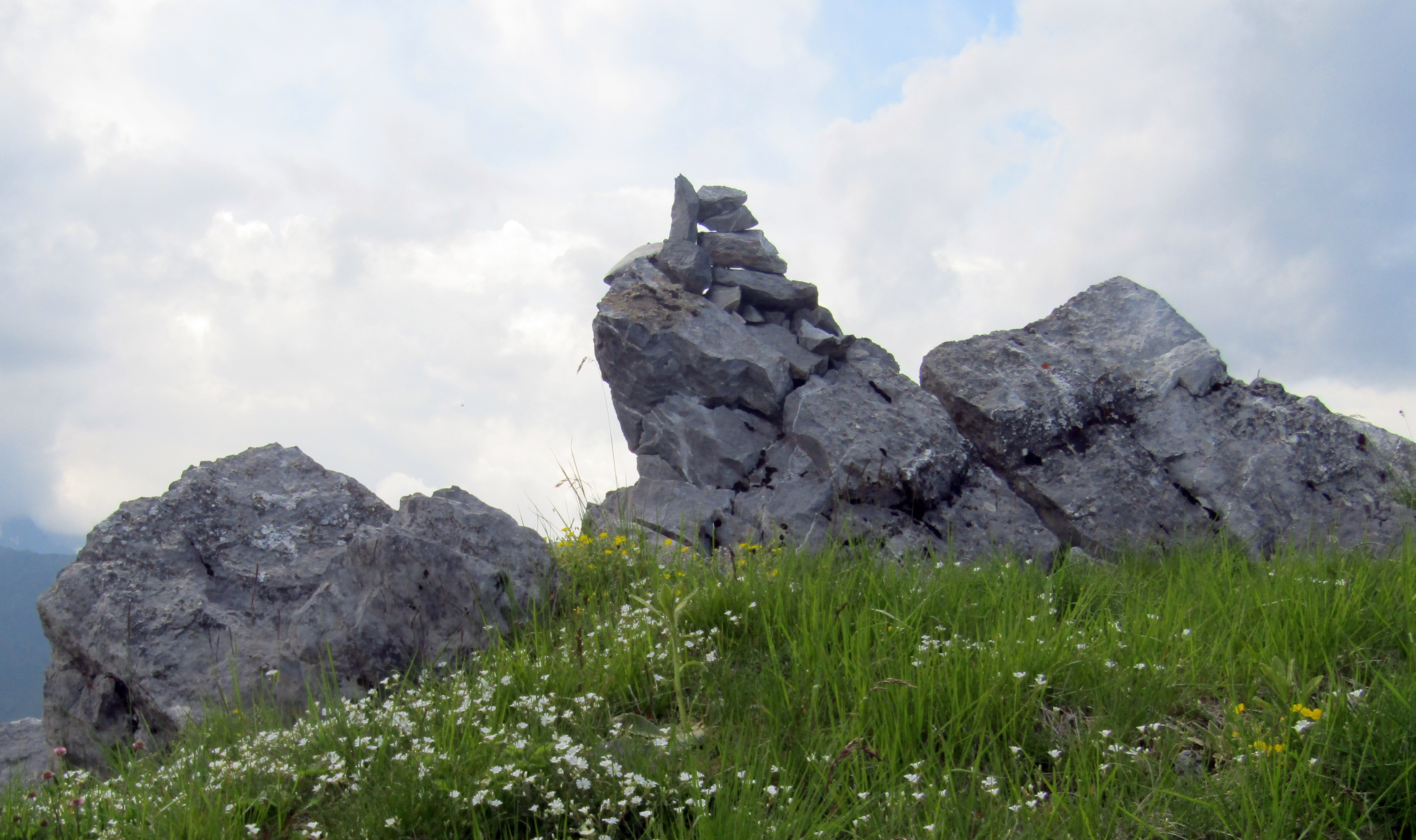
L'ometto sulla cima, a sinistra il Bec Baral

La cima del Bric Castea è accessibile prima per tracce di sentiero e poi per roccette dal Colle Arpiola.